# Kanton Muret
Muret is een kanton van het Franse departement Haute-Garonne. Het kanton maakt deel uit van het arrondissement Muret.

## Gemeenten
Het kanton Muret omvatte van 26 februari 1997 tot 21 maart 2015 de volgende gemeenten:
- Le Fauga
- Frouzins
- Labastidette
- Lavernose-Lacasse
- Lherm
- Muret (hoofdplaats)
- Saint-Clar-de-Rivière
- Saint-Hilaire
- Seysses

Bij de herindeling van de kantons door het decreet van 13 februari 2014, met uitwerking op 22 maart 2015, werd de gemeente Lherm ovegeheveld naar het kanton Cazères en werd de gemeente Lamasquère aan het kanton toegevoegd.